# Плей-оф Світової групи II Кубка Федерації 2007
Плей-оф Світової групи II 2007 — жіночі тенісні матчі між чотирма збірними, що поступились у змаганнях Світова група II і чотирма збірними, що посіли перші місця в змаганнях Зональної групи I. Збірні, що перемогли в цих матчах, одержали право на участь у змаганнях Світової групи 2008, тоді як ті, що зазнали поразки, долучилися до своїх зональних груп.

## Австралія — Україна
| Австрія AUT 1 | Royal Pines Resort, Ешмор (Австралія) 14–15 липня 2007 Plexipave (відкритий) | Royal Pines Resort, Ешмор (Австралія) 14–15 липня 2007 Plexipave (відкритий) | Україна UKR 4 |     |     |  |
| \| \| \| \| 1 \| 2 \| 3 \| \| \| - \| --------------- \| ------------------------------------------------------------------- \| --- \| --- \| --- \| \| \| 1 \| Австрія Україна \| Алісія Молік Альона Бондаренко \| 3 6 \| 4 6 \| \| \| \| 2 \| Австрія Україна \| Ніколь Пратт Катерина Бондаренко \| 0 6 \| 1 6 \| \| \| \| 3 \| Австрія Україна \| Ніколь Пратт Альона Бондаренко \| 5 7 \| 4 6 \| \| \| \| 4 \| Австрія Україна \| Кейсі Деллаква Юліана Федак \| 6 4 \| 6 2 \| \| \| \| 5 \| Австрія Україна \| Алісія Молік / Ренне Стаббс Юлія Бейгельзимер / Катерина Бондаренко \| 6 2 \| 3 6 \| 3 6 \| \| |                                                                              |                                                                              |               |     |     |  |
| |                                                                              |                                                                              | 1             | 2   | 3   |  |
| 1 | Австрія Україна                                                              | Алісія Молік Альона Бондаренко                                               | 3 6           | 4 6 |     |  |
| 2 | Австрія Україна                                                              | Ніколь Пратт Катерина Бондаренко                                             | 0 6           | 1 6 |     |  |
| 3 | Австрія Україна                                                              | Ніколь Пратт Альона Бондаренко                                               | 5 7           | 4 6 |     |  |
| 4 | Австрія Україна                                                              | Кейсі Деллаква Юліана Федак                                                  | 6 4           | 6 2 |     |  |
| 5 | Австрія Україна                                                              | Алісія Молік / Ренне Стаббс Юлія Бейгельзимер / Катерина Бондаренко          | 6 2           | 3 6 | 3 6 |  |

## Аргентина — Канада
| Аргентина ARG 4 | Córdoba Lawn Tenis Club, Кордова (Аргентина) 14–15 липня 2007 Червоний ґрунт (відкритий) | Córdoba Lawn Tenis Club, Кордова (Аргентина) 14–15 липня 2007 Червоний ґрунт (відкритий) | Канада CAN 1 |     |     |     |
| \| \| \| \| 1 \| 2 \| 3 \| \| \| - \| ---------------- \| ------------------------------------------------------------------ \| --- \| --- \| --- \| --- \| \| 1 \| Аргентина Канада \| Хісела Дулко Марі-Ев Пеллетьє \| 7 5 \| 6 4 \| \| \| \| 2 \| Аргентина Канада \| Марія Емілія Салерні Александра Возняк \| 6 3 \| 6 4 \| \| \| \| 3 \| Аргентина Канада \| Хісела Дулко Александра Возняк \| 6 0 \| 2 6 \| 2 6 \| \| \| 4 \| Аргентина Канада \| Марія Емілія Салерні Стефані Дюбуа \| 6 4 \| 6 1 \| \| \| \| 5 \| Аргентина Канада \| Хорхеліна Краверо / Бетіна Йосамі Стефані Дюбуа / Марі-Ев Пеллетьє \| \| \| \| w/o \| |                                                                                          |                                                                                          |              |     |     |     |
| |                                                                                          |                                                                                          | 1            | 2   | 3   |     |
| 1 | Аргентина Канада                                                                         | Хісела Дулко Марі-Ев Пеллетьє                                                            | 7 5          | 6 4 |     |     |
| 2 | Аргентина Канада                                                                         | Марія Емілія Салерні Александра Возняк                                                   | 6 3          | 6 4 |     |     |
| 3 | Аргентина Канада                                                                         | Хісела Дулко Александра Возняк                                                           | 6 0          | 2 6 | 2 6 |     |
| 4 | Аргентина Канада                                                                         | Марія Емілія Салерні Стефані Дюбуа                                                       | 6 4          | 6 1 |     |     |
| 5 | Аргентина Канада                                                                         | Хорхеліна Краверо / Бетіна Йосамі Стефані Дюбуа / Марі-Ев Пеллетьє                       |              |     |     | w/o |

## Хорватія — Китайський Тайбей
| Хорватія CRO 3 | Tenis Klub "Split", Спліт (Хорватія) 14–15 липня 2007 Червоний ґрунт (відкритий) | Tenis Klub "Split", Спліт (Хорватія) 14–15 липня 2007 Червоний ґрунт (відкритий) | Китайський Тайбей TPE 2 |     |     |  |
| \| \| \| \| 1 \| 2 \| 3 \| \| \| - \| -------------------------- \| ------------------------------------------------------------ \| ------ \| --- \| --- \| \| \| 1 \| Хорватія Китайський Тайбей \| Ніка Ожегович Чжань Юнжань \| 6 0 \| 6 3 \| \| \| \| 2 \| Хорватія Китайський Тайбей \| Єлена Костанич-Тошич Сє Шувей \| 65 7 \| 4 6 \| \| \| \| 3 \| Хорватія Китайський Тайбей \| Ана Врлич Чжань Цзіньвей \| 6 0 \| 6 1 \| \| \| \| 4 \| Хорватія Китайський Тайбей \| Ніка Ожегович Сє Шувей \| 6 1 \| 5 7 \| 6 1 \| \| \| 5 \| Хорватія Китайський Тайбей \| Єлена Костанич-Тошич / Ана Врлич Чжань Юнжань / Чжуан Цзяжун \| 68 710 \| 3 6 \| \| \| |                                                                                  |                                                                                  |                         |     |     |  |
| |                                                                                  |                                                                                  | 1                       | 2   | 3   |  |
| 1 | Хорватія Китайський Тайбей                                                       | Ніка Ожегович Чжань Юнжань                                                       | 6 0                     | 6 3 |     |  |
| 2 | Хорватія Китайський Тайбей                                                       | Єлена Костанич-Тошич Сє Шувей                                                    | 65 7                    | 4 6 |     |  |
| 3 | Хорватія Китайський Тайбей                                                       | Ана Врлич Чжань Цзіньвей                                                         | 6 0                     | 6 1 |     |  |
| 4 | Хорватія Китайський Тайбей                                                       | Ніка Ожегович Сє Шувей                                                           | 6 1                     | 5 7 | 6 1 |  |
| 5 | Хорватія Китайський Тайбей                                                       | Єлена Костанич-Тошич / Ана Врлич Чжань Юнжань / Чжуан Цзяжун                     | 68 710                  | 3 6 |     |  |

## Словаччина — Сербія
| Словаччина SVK 4 | Steel Aréna, Кошиці (Словаччина) 14–15 липня 2007 Latex-ite hard (закритий) | Steel Aréna, Кошиці (Словаччина) 14–15 липня 2007 Latex-ite hard (закритий) | Сербія SER 1 |     |     |  |
| \| \| \| \| 1 \| 2 \| 3 \| \| \| - \| ----------------- \| ------------------------------------------------------------ \| --- \| --- \| --- \| \| \| 1 \| Словаччина Сербія \| Даніела Гантухова Ана Тимотич \| 6 1 \| 6 2 \| \| \| \| 2 \| Словаччина Сербія \| Домініка Цібулкова Єлена Янкович \| 5 7 \| 6 1 \| 7 9 \| \| \| 3 \| Словаччина Сербія \| Даніела Гантухова Воїслава Лукич \| 6 0 \| 6 2 \| \| \| \| 4 \| Словаччина Сербія \| Домініка Цібулкова Ана Йованович \| 6 4 \| 6 2 \| \| \| \| 5 \| Словаччина Сербія \| Жанетта Гусарова / Jana Jurićová Ана Йованович / Ана Тимотич \| 6 4 \| 6 2 \| \| \| |                                                                             |                                                                             |              |     |     |  |
| |                                                                             |                                                                             | 1            | 2   | 3   |  |
| 1 | Словаччина Сербія                                                           | Даніела Гантухова Ана Тимотич                                               | 6 1          | 6 2 |     |  |
| 2 | Словаччина Сербія                                                           | Домініка Цібулкова Єлена Янкович                                            | 5 7          | 6 1 | 7 9 |  |
| 3 | Словаччина Сербія                                                           | Даніела Гантухова Воїслава Лукич                                            | 6 0          | 6 2 |     |  |
| 4 | Словаччина Сербія                                                           | Домініка Цібулкова Ана Йованович                                            | 6 4          | 6 2 |     |  |
| 5 | Словаччина Сербія                                                           | Жанетта Гусарова / Jana Jurićová Ана Йованович / Ана Тимотич                | 6 4          | 6 2 |     |  |